# Charles Westergaard
Charles Peter Martin Westergaard (10. april 1884 i Silkeborg − 3. maj 1956 i Århus) var en dansk atlet medlem af Silkeborg Fremad han var også med i foreningens bestyrelse, hvor han en overgang var næstformand.
Westergaard var Silkeborgs første idrætsstjerne og deltog blandt andet i OL i London 1908. Her blev han nummer to i indledende heat i 3500 meter kapgang og nummer seks i finalen. I 16 km kapgang stod han på listen over deltagere men gennemførte af en eller anden årsag ikke. Westergaard deltog på det danske OL-hold som eneste ikke-Københavner. Westergaard flyttede til Aalborg 1914 og var medlem af AFF.
Charles Westergaard blev som 18-årig snedkerlærling i august 1902 dansk mester i kapgang over fem danske mil på Roskildevejen da han trodsede den stærke storm og kom først i mål  i tiden 3 timer 54 minutter og 28 sekunder. 